# Tolovići
Tolovići (en serbe cyrillique : Толовићи) est un village de Bosnie-Herzégovine. Il est situé dans la municipalité de Vitez, dans le canton de Bosnie centrale et dans la fédération de Bosnie-et-Herzégovine. Selon les premiers résultats du recensement bosnien de 2013, il compte 151 habitants.

## Géographie
Le village est situé au bord du Tolovićki potok, un affluent de la Lašva.

## Démographie

### Évolution historique de la population dans la localité
| 1948 | 1953 | 1961 | 1971 | 1981 | 1991 | 2013 |
| ---- | ---- | ---- | ---- | ---- | ---- | ---- |
| -    | -    | 321  | 381  | 361  | 321  | 151  |

|  |